# Springdale, Washington
Springdale är en kommun (town) i Stevens County i delstaten Washington i USA. Vid 2010 års folkräkning hade Springdale 285 invånare.